# 魏万成
魏万成，钜鹿人。系出钜鹿魏氏西祖。父魏绲，万年县尉。万成与柳宗元同时，曾担任尚书膳部员外郎、尚书户部郎中兼江陵少尹。去世后，柳宗元为他撰写了墓志铭。